# Caramota
Caramota är en ort i Mexiko.   Den ligger i kommunen Santiago Ixcuintla och delstaten Nayarit, i den centrala delen av landet, 700 km väster om huvudstaden Mexico City. Caramota ligger 56 meter över havet och antalet invånare är 145.
Terrängen runt Caramota är platt västerut, men österut är den kuperad. Terrängen runt Caramota sluttar västerut. Runt Caramota är det ganska glesbefolkat, med 47 invånare per kvadratkilometer. Närmaste större samhälle är Santiago Ixcuintla, 18,6 km väster om Caramota. I omgivningarna runt Caramota växer i huvudsak lövfällande lövskog.